# 江尻 (高岡市)
江尻（えじり）は、富山県高岡市の地名。郵便番号は933-0062。小矢部川の東から氷見線に至る広大な地域である。

## 歴史
近世は射水郡二上荘、加賀藩に所属し、放生津（現・射水市新湊）や伏木へ通ずる道路に沿って茶屋があり、江尻の団子で有名であった。
明治期には射水郡能町村に所属していたが、1942年4月1日に高岡市に編入された。その後、富山県道24号伏木港線に沿って住宅や事業所、工場が増加し、住宅が増加するにつれて新しい町が次々と誕生した（1955年頃春日丘、1957年頃旭ヶ丘、1967年には高伏町が成立した）。1971年4月23日には国道8号富山高岡バイパスの射水市鏡宮 - 江尻間が開通し、次いで1974年12月17日には江尻 - 四屋間が開通し、交通の拠点となった。

## 鉄道
- 江尻停留場、旭ヶ丘停留場（万葉線高岡軌道線）

## 道路
- 富山県道24号伏木港線
- 国道8号富山高岡バイパス

## 施設

### 公共施設
- 高岡市立こまどり支援学校
- 高岡市きずな子ども発達支援センター

### 商業施設
- イオン高岡江尻店

### その他
- 加越能バス本社
- 陽だまりの湯（スーパー銭湯、2004年9月17日開業）[7]